# Nicola Rinaldi
Nicola Rinaldi (Ussita, 27 dicembre 1914 – San Severino Marche, 31 agosto 2016) è stato un politico italiano.

## Biografia
Dopo la laurea in scienze agrarie, è stato ripetutamente sindaco del proprio comune natale. Ha promosso investimenti nel settore elettrico ottenendo l'installazione di varie centrali nei territori prospicienti.
Eletto deputato nel 1963 nella IV legislatura, nel corso del suo mandato ha proposto due disegni di legge come primo firmatario per la regolamentazione del commercio del tartufo e per l'istituzione del Parco Nazionale dei Monti Sibillini; ha fatto parte di alcune commissioni, tra le quali: Commissione lavori pubblici, Commissione agricoltura e foreste, Commissione speciale per l'esame dei progetti di legge relativi alle zone depresse del centro nord, Commissione speciale per l'esame dei decreti legge relativi agli interventi ed alle provvidenze per le popolazioni e i territori colpiti dalle alluvioni o mareggiate dell'autunno 1966.
Nel 1981 ha ricevuto il "Premio Attila", conferito provocatoriamente dal WWF per "porre l'attenzione dell'opinione pubblica e dei mezzi di informazione su comportamenti di personaggi, politici e non, ritenuti di particolare gravità per l'ambiente."
Nel 2012 ha partecipato con un'intervista a un simposio organizzato dall'Association Europeenne des Enseignants sul tema della gerontologia.
Nel 2014, in occasione del suo centesimo compleanno, è stato festeggiato dalle autorità locali, tra i quali il figlio, anch'egli allora sindaco di Ussita.